# Sabrina Müller
Sabrina Müller (* 1. März 1993 in Velden am Wörther See) ist eine österreichische Volleyballspielerin.

## Karriere
Müller begann ihre Karriere beim TSV Velden. Danach spielte sie einige Jahre lang beim österreichischen Erstligisten ATSC Klagenfurt. Mit dem Verein nahm sie auch am Europapokal teil. 2018 wechselte die Mittelblockerin zum spanischen Verein Avarca de Menorca. 2019 ging die österreichische Nationalspielerin als erste Spielerin ihres Landes nach Rumänien, wo sie für CSM Târgoviște spielte. 2020 wurde sie vom deutschen Bundesligisten VfB Suhl Lotto Thüringen verpflichtet.